# Kjeld Jacobsen
Kjeld Mogens Rasmus Jacobsen (født 11. november 1915 i København, død 6. juni 1970) var en dansk skuespiller.
Han gennemgik Privatteatrenes Elevskole 1944-1946, hvorefter han blev skuespiller ved Alliancescenerne (Det Ny Teater og Folketeatret). Han kom til Det Kongelige Teater i 1967.
Kjeld Jacobsen var meget benyttet i radio og TV, også som oplæser.

## Filmografi
- De røde enge – 1945
- Den usynlige hær – 1945
- Stjerneskud – 1947
- Lise kommer til byen – 1947
- Penge som græs – 1948
- Støt står den danske sømand – 1948
- Smedestræde 4 – 1950
- Den opvakte jomfru – 1950
- Alt dette og Island med – 1951
- Nålen – 1951
- Unge piger forsvinder i København – 1951
- Familien Schmidt – 1951
- Fra den gamle købmandsgård – 1951
- Avismanden – 1952
- Ta' Pelle med – 1952
- Kærlighedsdoktoren – 1952
- Det gælder livet – 1953
- Sønnen – 1953
- Der kom en dag – 1955
- Tre finder en kro – 1955
- Kristiane af Marstal – 1956
- Natlogi betalt – 1957
- Tre piger fra Jylland – 1957
- Englen i sort – 1957
- Skarpe skud i Nyhavn – 1957
- Spion 503 – 1958
- Tro, håb og trolddom – 1960
- Komtessen – 1961
- Alt for kvinden – 1964
- To (film) – 1964
- Paradis retur – 1964
- Premiere i helvede – 1964
- Der var engang en krig – 1966
- Gys og gæve tanter – 1966
- Historien om Barbara – 1967
- Brødrene på Uglegården – 1967
- I den grønne skov – 1968
- Oktoberdage – 1970
- Christa – 1970